# Kaplica św. Andrzeja w Pleśnicy
Kaplica pod wezwaniem św. Andrzeja w Pleśnicy – kaplica filialna w Pleśnicy, należąca do utworzonej w 1989 roku parafii pod wezwaniem św. Floriana w Przydrożu Małym, w dekanacie Biała, w diecezji opolskiej.